# Gilbert Bettman
Gilbert Bettman (* 31. Oktober 1881 in Cincinnati, Ohio; † 17. Juli 1942 in Ohio) war ein US-amerikanischer Jurist, Offizier und Politiker (Republikanische Partei). Er war von 1929 bis 1933 Attorney General von Ohio.

## Werdegang
Gilbert Bettman, Sohn von Louis und Rebecca Bloom Bettman, wurde 1881 in Cincinnati geboren und wuchs dort auf. Er besuchte die öffentlichen Schulen in Cincinnati. Dann studierte er an der Harvard University, wo er 1903 einen Bachelor machte und 1904 einen Master. Später schrieb er sich an der Harvard Law School ein. Seinen Abschluss machte er 1907. Danach kehrte er nach Cincinnati zurück. Nach dem Erhalt seiner Zulassung als Anwalt begann er bei Kramer & Kramer zu praktizieren. 1913 wurde er Partner in der Kanzlei. Daraufhin wurde der Name der Kanzlei zu Kramer & Bettman umbenannt.
Als Attorney verhandelte er erfolgreich einen Fall vor dem Obersten Gerichtshof (Unity Banking & Savings Co. v. Bettman). Vor dem Eintritt der Vereinigten Staaten in den Ersten Weltkrieg 1917 verließ Bettman seine lukrative Anwaltspraxis, um als Counsel für das War Risk Bureau in Washington, D.C. zu arbeiten. Als die Vereinigten Staaten dann in den Ersten Weltkrieg eintraten, verpflichtete er sich in Maryland in der US-Army und wurde zum Captain ernannt. Er wurde dem Intelligence Office of the Army im Generalstab im US-Kriegsministerium zugeteilt. Nach dem Ende des Krieges wurde Bettman ehrenhaft entlassen und kehrte nach Cincinnati zurück, wo er wieder als Anwalt tätig war.
Er begann dann 1919 an der YMCA Law School of Cincinnati (heute Salmon P. Chase College of Law an der Northern Kentucky University) zu unterrichten. Später wurde er Dekan und arbeitete in den folgenden 10 Jahren daran das Bildungsangebot der Abendschule zu erhöhen. Während dieser Zeit wählte man ihn 1921 zum stellvertretenden Bürgermeister von Cincinnati. Er trat aber kurz darauf von dem Posten zurück, um Ohio Department Commander of the American Legion zu werden. Im Rahmen seiner Aufgaben fungierte Bettman als Rechtsberater für die Angehörigen der Legion. Er war auch an der Ausarbeitung eines angepassten Gesetzesentwurfes betreffend Vergütung beteiligt, der 1922 durch die Ohio General Assembly verabschiedet wurde, wo auch Geldmittel für Veteranen aus dem Ersten Weltkrieg bereitgestellt wurden.
Nachdem er zum Attorney General von Ohio gewählt worden war, gab er 1929 seine Stellung als Dekan auf. Er wurde 1930 wiedergewählt. Als Attorney General vertrat er Ohio 1931 vor dem Supreme Court of Ohio und dem Obersten Gerichtshof im Fall East Ohio Gas Co. v. Tax Commission of Ohio et al. Er argumentierte, dass die East Ohio Gas Company dem Staat Ohio 1,6 Millionen US-Dollar an Verbrauchssteuer schuldet wegen deren innerstaatlichen Verkaufs an Erdgas.
Bettman kandidierte 1932 in Ohio für einen Sitz im US-Senat, verlor aber die Wahl gegen den Demokraten Robert J. Bulkley. Im Januar 1933 endete seine Amtszeit als Attorney General. Danach nahm er wieder seine Tätigkeit als Anwalt in Cincinnati auf. Bettman wurde 1940 für eine sechsjährige Amtszeit zum Richter am Supreme Court of Ohio gewählt. Er bekleidete das Amt nur 18 Monate lang. Im Februar 1942 erlitt er einen Herzinfarkt, der eine Herzerkrankung zur Folge hatte; seine Genesung machte eine Abwesenheit vom Gericht erforderlich. Er verstarb am 17. Juli 1942.
Bettman war mit Iphigene Molony verheiratet. Das Paar hatte drei Kinder. Er wurde auf dem Spring Grove Cemetery in Cincinnati beigesetzt.

## Weblink
- The Supreme Court of Ohio – Gilbert Bettman

| Personendaten    | Personendaten                                                             |
| ---------------- | ------------------------------------------------------------------------- |
| NAME             | Bettman, Gilbert                                                          |
| KURZBESCHREIBUNG | US-amerikanischer Jurist, Offizier und Politiker (Republikanische Partei) |
| GEBURTSDATUM     | 31. Oktober 1881                                                          |
| GEBURTSORT       | Cincinnati, Ohio                                                          |
| STERBEDATUM      | 17. Juli 1942                                                             |
| STERBEORT        | Ohio                                                                      |